# مرغ بهشتی (سرده)
مرغ بهشتی (نام علمی: Strelitzia) نام یک سرده از راسته زنجبیل‌سانان است.